# Tordibetto
Tordibetto is een plaats (frazione) in de Italiaanse gemeente Assisi.